# Подлужный, Александр Иосифович
Алекса́ндр Ио́сифович Подлу́жный (Аляксандр Іосіфавіч Падлужны, 16 августа 1935, д. Залесье, Мстиславский район, Белорусская ССР, СССР — 21 ноября 2005, Минск, Белоруссия) — белорусский языковед, академик Национальной академии наук Белоруссии (1994), директор Института языкознания имени Я. Коласа НАН Белоруссии (1989—2003), руководитель группы разработчиков современных правил белорусского языка. Заслуженный деятель науки Республики Беларусь (1999).

## Биография
В 1954 году окончил Мстиславское педагогическое училище, в 1959 году — отделение белорусского языка и литературы филологического факультета Белорусского государственного университета, работал сельским учителем, в 1964 году окончил аспирантуру при Институте языкознания (тема диссертации «Фонологическая система современного белорусского литературного языка»), с этого же года — сотрудник института, где в 1989 году стал директором. Доктор филологических наук (1982) (тема докторской диссертации «Фонетическая система белорусского языка»), профессор (1989), член-корреспондент Академии наук БССР (1989), академик (1994). С 1997 года — академик-секретарь Отделения гуманитарных наук и искусств Национальной академии наук Беларуси. С 2002 года — заведующий отделом Института языкознания.
Умер 21 ноября 2005 года в Минске.

## Научная и педагогическая деятельность деятельность
Занимался проблемами современного белорусского языка и социолингвистики, в разделах белорусской фонетики и фонологии, современной белорусской лексикологии, грамматики, правописания и культуры языка, языковой политики.
Подготовил 12 кандидатов наук, и среди его учеников — несколько докторов наук.

## Общественная деятельность
В 1990-е годы был заместителем председателя Государственной комиссии по совершенствованию белорусского правописания и руководителем рабочей группы по подготовке проекта новой редакции «Правил белорусской орфографии и пунктуации». Под его руководствам были составлены «Выводы» комиссии с описанием основных подходов к изменению существующих норм правописания и проект новой редакции «Правил белорусской орфографии и пунктуации».
Был председателем Научного совета «Белорусский язык и пути его развития», членом рабочей группы и руководителем белорусской национальной группы Международной комиссии по «Общеславянскому языковедческому атласу», членом Комиссии по фонетике и фонологии при Международном комитете славистов, членом редакции и главным редактором (с 1989) бюллетеня «Беларуская лінгвістыка», главным редактором журнала «Весці НАН Беларусі. Серыя гуманітарных навук» (с 1997), председателем Республиканской терминологической комиссии при НАН Белоруссии.

## Оценки
Считается основателем белорусской фонетической школы.
На должностях заместителя директора по научной работе и директора Института языкознания в течение 20 лет фактически осуществлял координацию всей лингвистической науки в Беларуси, а в должности секретаря Отделения гуманитарных наук и искусств НАН Беларуси определял направления исследований в области всей гуманитарной науки в стране.
Своим участием в фундаментальных работах по нормализации белорусской литературной речи «Слоўнік беларускай мовы: Арфаэпія, арфаграфія, акцэнтуацыя, словазмяненне» и «Беларуская граматыка» помог «сдержать деструктивные тенденции в системе белорусского литературного языка в конце XX в. и сохранить относительную стабильность норм белорусского литературного языка и его функционирование в обществе».

## Основные труды
Автор более 150 научных работ, в их числе 16 монографий.
- Тэорыя і практыка беларускай тэрміналогіі. — Минск: Бел. навука, 1999. — 173 с. — 350 экз. — ISBN 985-08-0317-7.
- Фанетыка беларускай мовы. — Минск: Вышэйшая школа, 1984. — 268 с. — 1100 экз.
- Гукі беларускай мовы. — Минск: Навука і тэхніка, 1973. — 262 с. — 1400 экз.
- Нарыс акустычнай фанетыкі беларускай мовы. — Минск: Навука і тэхніка, 1977. — 168 с. — 1000 экз.
- Фаналагічная сістэма беларускай літаратурнай мовы. — Минск: Навука і тэхніка, 1969. — 142 с. — 1000 экз.
- Мова і грамадства : [зборнік артыкулаў]. — Минск: Беларускі кнігазбор, 1997. — 83 с. — 125 экз.
- Фанетыка беларускай літаратурнай мовы. — Минск, 1989. — 335 с. — 1080 экз.
- Белорусский язык для говорящих по-русски. — Минск: Вышэйшая школа, 1990. — 367 с. — ISBN 5-339-00382-5.
- Фанетыка слова ў беларускай мове. — Минск: Навука і тэхніка, 1983. — 198 с. — 1000 экз.
- Беларуская граматыка. Ч. 1: Фаналогія. Арфаэпія. Марфалогія. Словаўтварэнне. Націск. — 1985. — 430 с. — 1050 экз.
- Учебник белорусского языка для самообразования. — Минск: Вышэйшая школа, 1994. — 349 с. — ISBN 5-339-00895-9.
- Гуманитаризация науки и образования в переходный период. — Минск: Аналит. центр НАН Беларуси, 2000. — 227 с. — 500 экз.

## Награды
Награждён орденом «Знак Почёта» (1986), Почётной грамотой президиума Верховного Совета Белорусской ССР (1983), премией Национальной академии наук Беларуси (1995).